# 桃太郎電鉄USA
桃太郎電鉄USA（ももたろうでんてつユーエスエー）は、ハドソンが2004年11月18日に発売したPlayStation 2用ボードゲーム。桃太郎電鉄シリーズ第13作。
開発は『11』『12』を手掛けたハドソンの開発チーム「Team Kawada」が手掛けている。

## 概要
桃太郎電鉄シリーズ史上初の、日本ではなく外国（北アメリカ）のみが舞台の作品。基本的なルールは過去作とほぼ同様だが、ゲーム内の通貨単位が「円」から「ドル」に変わっており、数字の都合上、これまでの桃太郎電鉄シリーズの10万円=1万ドルの計算となっている。
CMキャラクターには陣内智則と若槻千夏が登場。このコンビは2008年発売の『桃太郎電鉄20周年』まで継続して起用されている。
もともと、さくまあきらが飛行機を苦手としていたために海外編を作れなかったが、ゲーム演出を担当した柴尾英令やキャラクターデザイン・イラスト担当の土居孝幸を含めたスタッフの取材で物件リストなどを作成できたこと・『11』『12』の製作を通してアメリカ編を表現できるグラフィック技術のメドが立ったことをきっかけに、本作の製作に踏み切った。アメリカ旅行に慣れていた柴尾英令が『X』でシリーズの制作チームに加わった時点でアメリカ編を制作することが決定していたという。
陣内智則はこの本作を題材にコントを制作し、テレビ番組「桃の陣!」で披露した。ゲーム中に実際には起こらない事に対してツッコミを入れる形のコントとなっている。

## ゲームモード
桃鉄USA
設定した年数だけプレイし総資産を競うモード。100万ドルを持ち、ニューヨークからゲーム開始となる。年数は1-99年の中から設定可能。
桃鉄公式戦
3年間プレイし総資産を競うモード。はじめから1000万ドル持ってゲーム開始となり、プラス駅・マイナス駅・目的地到着金の設定などのゲームバランスが「桃鉄USA」と異なっている。
貧乏神がいない!
誰かが目的地に到着しても「貧乏神」が出現しないモード。その他の基本ルールは「桃鉄USA」とほぼ同様。

## 前作からの変更点
- 『7』より、全てのタイトルに付いていた副題が本作にはない。本作以降の作品にも副題があるものとないものがある。
- 本作より、「ブロックカード」が廃止され、攻撃系カードに成功率が設定された。
- 本作より、「ロボット研究所」および「メカボンビー」が廃止された（本作においてはアメリカ人はキングボンビーの脅威を知らないためロボット研究所が存在しない設定になっている）。以降の日本編の作品でも復活していない。
- 本作では、「カード売り場駅」が目的地になることがある。その代わり、「港駅」と「?駅」が目的地になることはない。
- 本作より、リトルデビル・デビル・キングデビルカードを持っている状態で「おはらいカード」をカード売り場で買うと、その場でカードを使用しておはらいをしてくれるようになった（拒否も可能）。
- 本作より、据置機における貧乏神のモーフィング（どのボンビーに変身するかのシーン）の演出が統一され、フィリップ・ハミルトン・ローズ3世によるボイス（3-2-1-GO!）が入るようになった。ミニボンビーの場合はフェイントとして他のボンビーに変わることがある。
- 本作より、マップ上の裏技として用意されていた「音楽室」が廃止された。
- 本作および『G』では「風雲!さくま城」モードが収録されていないため、COMキャラの「さくま」を最初から選択できる。COMキャラのラインナップは「豆鬼・赤鬼・馬鬼・餓鬼・風神・あしゅら・えんま・さくま」の8名[5]。
  - 本作より、COMキャラの「あしゅら」は攻撃系カードを入手しても一部[6]を除き原則使用しない思考に変更された。該当カードを入手した場合は即座に捨てる[7]。
- 初登場のカード：新幹線周遊カード、武器よさらばカード、とりかえしカード、ベビキュラーカードなど
- 復活したカード：レッドカード
- 廃止されたカード：ブロックカード、うんち列車カードなど

## 本作の特色
- 本作でのゲストボンビーは「スペースボンビー」。また、貧乏神が変装する形で「ビリリンモンロー」も登場。
- 本作では、「鉄道省駅」や「本社ビル駅」は登場しない。
- 本作では、新イベントキャラクターとして「ビル・ゲッツ」「マッドサイエンティスト」が登場する。
- 本作では、10年目から、10年ごとにマップ上の物件駅名を示す看板が英語のみの表記となり、その年はカード売り場駅のカードが無料になる事がある[8]。
- 本作では、物件のジャンルに「娯楽」「チェーン」が登場する。代わりに旧作の「水産」は登場しない（水産関連の物件も「食品」に分類される）。
  - 「チェーン」は、ゲームを新しくプレイするたびにコーヒー・チキン・バーガー・ピザの4種類の中からランダムで決定され、多く所有するほど収益率が上がる。『7』の「チェーン店カード」とは異なり、通常の物件として扱われる。
- 本作では、マップに起伏が付くようになる[9]。その影響で高所では、列車の移動速度が若干遅くなる。
- 本作では、「ワープ駅」が登場しない代わりに「ゼロ駅」が登場する。この駅に止まると、持ち金（借金も含む）が0ドルになる。
- 本作では、月面・海底・19世紀のマップが登場する。
  - 月面マップの「月面基地駅」と海底マップの「海底財宝駅」が目的地だった場合は、援助金が5倍になる。
    - 月面マップへは、あるプレイ年数が経過した後、オーランドの隣のプラス駅が「ロケット発射駅」に変化し、月面への移動が可能になる。

  - 19世紀のマップは、ここに目的地が出現した時のみプレイヤー全員が揃って行くことになる。貧乏神は現代に置き去りにされるため、登場しない。
    - このマップはニューヨークを起点に幌馬車で目的地サンフランシスコを目指すもので、東西を直接横断するルート以外はほとんど存在しない（航路・空路もない）。目的地に到着して物件を買った後は現代に戻り、19世紀マップで目的地から一番遠かったプレイヤーに再び貧乏神[10]がつく。
    - マスは目的地を除くと、プラス駅・マイナス駅・ナイスカード駅[11]・物件駅しか登場せず、現代に登場するイベントキャラクター（スリの銀次など）も出てこない。
    - カードは「ナイスカード駅」でのみ入手することは可能だが、19世紀にいる間はカードの使用・売買は不可能で、損害系カードを入手すると即座に消滅する。
    - 19世紀の物件は駅で買い占めをしても「独占」とは扱われず収益率はそのままだが、現代に戻った際に価格や収益が大幅に増えた状態で現代での同じ駅に追加される（物件が増えるため、これまで独占だった状態が崩れることもある）。
- 本作では、カードの売価が8倍または16倍に高騰するイベントが発生する。売値の高騰は1年弱 - 2年程度続き、高騰中はカード売り場駅で売却できなくなるほか「ボビー」が登場しなくなる。
- 本作では、航路はフェリーではなくクルーザーを使用する。
- 本作では、おいどんがメキシコシティに、忍者のっとりクンがハリウッドに登場する。
- 本作では、日本編の「電車伝助」に相当するキャラクターとして「黒服の2人組エージェント」が登場する。
- 本作では、「乗っ取りカード」の名称が「M&Aカード」になっている。『12』と同様に2-8倍（農林物件は10倍）の費用が必要。
- 本作では、「岩戸景気」の名称が「ITバブル」になっている。
  - 本作より、「岩戸景気/ITバブル」の効力が1年間となっている。
- 本作では、「ドジラース」やそれを退治する「モモトラマン」が登場しない代わりに、物件を破壊する「宇宙人襲来」のイベントと、その宇宙人を撃退するための「エアフォースカード」が登場する。
- 本作では、最高額物件はオーランドの「ネズミーワールド」。価格は100億ドルで日本編の「桃太郎ランド」（岡山）と同様に、「ゴールドカード」「クレジットカード」などで購入できない。購入した場合の収益率アップは、桃太郎ランドと異なり2-5%の範囲で決定される。
- 登場しなかったカード：モモトラマンカード、福引きカード、千両箱カード、みなぶっとびカード、猪突猛進カードなど
- 本作では、本作だけでしか使われていない限定のBGMが用意されている。分かりやすい例としてメインメニュー、空路、海路と言った場面で使われる定番BGMは、本作限定のBGMを使用[12]。また本作初登場となった一部楽曲については、後の『15』以降から宮路一昭が開発から抜けた関係で定番BGMとして差し替えられることとなる[13]。更にプレイデータ画面（セーブ・ロード）はメインメニューとは別の楽曲「セーブはおまかせ!」（関口和之作曲）が追加され、これも後の桃鉄シリーズで定番BGMとして使われ続けることとなる。

## その他
シリーズ初の海外編ということもあり、従来（国内編）のアートワークが流用できず本作のために書き下ろされた土居のイラストは500点近くになるという。

## 関連書籍
- 桃太郎電鉄USAオフィシャルガイドブック (エンターブレイン、ISBN 4757721285)
- 桃太郎電鉄USAミリオネアガイド : ハドソン公式 (集英社、ISBN 4087793028)
- 桃太郎電鉄USA 桃太郎電鉄ヒットパレード (JP番号 20750358)

『11』-『USA』を中心に使われているBGMを収録したサウンドトラック。
- 土居孝幸アートワークス DOIN'S（樹想社発行、銀河出版発売、ISBN 978-4-87777-095-2）

キャラクターデザインを手掛ける土居孝幸の画集。本作からは広告用原画、パッケージ用原画、タイトル画面原画、カレンダーイラスト原画などが掲載されている。